# Marta Arce Payno
Marta Arce Payno (Valladolid, 27 de julio de 1977) es una deportista española que compitió en judo adaptado. Ganó cuatro medallas en los Juegos Paralímpicos de Verano entre los años 2004 y 2024.

## Trayectoria
Arce nació en Valladolid con albinismo, lo que además de la falta de pigmentación en la piel y el pelo, lleva asociada una discapacidad visual grave progresiva. Se trasladó a Madrid para estudiar fisioterapia en la Escuela de Fisioterapia de la Organización Nacional de Ciegos Españoles (ONCE) adscrita a la Universidad Autónoma de Madrid, donde se licenció como fisioterapeuta. En Madrid comenzó su carrera deportiva que le ha llevado a conseguir varias medallas en los Juegos Paralímpicos, en judo adaptado en la categoría de menos de 63 kilos, donde lleva desde 2001, en Río de Janeiro en la copa del mundo, consiguiendo medallas durante catorce años. En 2021, representó a España en los Juegos Paralímpicos de Tokio 2020.
Arce habla inglés, italiano y japonés. Es madre de tres hijos. Trabajó como fisioterapeuta en Italia, en la Comunidad de Madrid, en un centro de día, y en varias clínicas. Estudió un máster en Comunicación y Periodismo Deportivo de Marca (periódico). Actualmente es una emprendedora que trabaja como conferenciante, entrenadora y preparadora en colaboración con diversos organismos e instituciones para transmitir su experiencia como deportista profesional y los retos que continúa realizando.

## Palmarés internacional
| Juegos Paralímpicos | Juegos Paralímpicos   | Juegos Paralímpicos | Juegos Paralímpicos |
| Año                 | Lugar                 | Medalla             | Categoría           |
| ------------------- | --------------------- | ------------------- | ------------------- |
| 2004                | Atenas (Grecia)       | Medalla de plata    | –57 kg              |
| 2008                | Pekín (China)         | Medalla de plata    | –63 kg              |
| 2012                | Londres (Reino Unido) | Medalla de bronce   | –63 kg              |
| 2024                | París (Francia)       | Medalla de bronce   | –57 kg J2           |